# Polyclinum hospitale
Polyclinum hospitale är en sjöpungsart som beskrevs av Sluiter 1895. Polyclinum hospitale ingår i släktet Polyclinum och familjen klumpsjöpungar. Inga underarter finns listade i Catalogue of Life.